# 基督教台灣聖教會
基督教台灣聖教會 （英語：Taiwan Holiness Church），又稱台灣聖教會，是一個臺灣的新教教會，總會位於臺中市。

## 歷史

### 早期發展
十九世紀時，基督教界興起宣教運動，聖潔運動也在美國開始興盛。隨後，高滿牧師籌備創立遠東宣教會以在亞洲地區的教會加速推動聖潔運動。
1901年2月，高滿及中田重治牧師在東京一同傳播「四重福音」。
1905年，遠東宣教會正式成立，並以東京為據點向亞洲各地推廣聖潔運動。1907年，聖潔運動傳入朝鮮半島及中國大陸。

### 傳入臺灣

#### 成立過程
1926年1月，日本聖潔會全國教會在東京舉行每年一次的新年聖會；會中，中田重治強調傳道的時機已成熟，並當場呼召差派工人；當時，東京聖經學院的安部藤夫牧師接受呼召，並決定至臺灣宣教。同年1月11日，中田重治與安部藤夫從東京出發赴臺，計畫先在臺灣西部巡迴佈道。1月30日晚上，中田氏與安部氏在臺北借用臺灣日日新聞社舉行臺灣地區首間聖潔教會「臺北聖潔教會」開幕典禮。31日，他們在敕使街道（現址為中山北路一段）租用一間店舖的二樓舉行主日禮拜；當時共有二十多人參加聚會，安部藤夫則受派成為該教會首任牧師。

#### 大東亞戰爭時期
1941年起，帝國主義在日本境內獲得控制力量，當局開始強迫轄下各教會團體服從其指導方針，因而成立日本基督教團復簽訂合同宣言，並將日本聖教會編入教團第六部。
1942年6月，當局以違反《治安維持法》為由逮捕監禁日本聖教會十數名傳道人，並於1943年4月下令關閉教會，禁止所有傳教活動。同時，臺灣總督府警察在臺南強迫教會交出信徒名冊，但高進元牧師堅決拒絕其要求；西港教會王錦源牧師則因警察前往干擾而被迫關閉教會；甫自日本返臺的許洲木牧師在大稻埕聖教會遭警察搜查並沒收其全部信仰相關書籍。

### 戰後發展
戰後，該教會逐漸散佈於臺灣各地，並改名為「基督教台灣聖教會」。
1997年8月8日，遠東宣教會擴大組織及工作範圍，改稱「國際宣教會」。 

## 教區
分為北部、中部、南部、東部教區。

## 外部鏈結
- 基督教台灣聖教會 （页面存档备份，存于）
- 基督教台灣聖教會的Facebook專頁
- 基督教台灣聖教會 （页面存档备份，存于）的Youtube官方網站